# Dysstroma mackieata
Dysstroma mackieata är en fjärilsart som beskrevs av Everard Charles Cotes och Swinhoe 1923. Dysstroma mackieata ingår i släktet Dysstroma och familjen mätare. Inga underarter finns listade i Catalogue of Life.